# Xanthorhoe ludifica
Xanthorhoe ludifica là một loài bướm đêm trong họ Geometridae.